# Francis Preston (Politiker)
Francis Preston (* 2. August 1765 in Greenfield, Botetourt County, Colony of Virginia; † 26. Mai 1835 in Columbia, South Carolina) war ein US-amerikanischer Politiker. Zwischen 1793 und 1797 vertrat er den Bundesstaat Virginia im US-Repräsentantenhaus.

## Werdegang
Francis Preston besuchte bis 1783 das College of William & Mary. Nach einem anschließenden Jurastudium und seiner Zulassung als Rechtsanwalt begann er in diesem Beruf zu arbeiten. Gleichzeitig schlug er eine politische Laufbahn ein. In den Jahren 1788 und 1789 saß er im Abgeordnetenhaus von Virginia. Er war ein Gegner der Bundesregierung unter Präsident George Washington (Anti-Administration-Fraktion) und schloss sich Ende der 1790er Jahre der von Thomas Jefferson gegründeten Demokratisch-Republikanischen Partei an.
Bei den Kongresswahlen des Jahres 1792 wurde Preston im vierten Wahlbezirk von Virginia in das damals noch in Philadelphia tagende US-Repräsentantenhaus gewählt, wo er am 4. März 1793 die Nachfolge von Richard Bland Lee antrat. Nach einer Wiederwahl konnte er bis zum 3. März 1797 zwei Legislaturperioden im Kongress absolvieren. Im Jahr 1796 verzichtete er auf eine weitere Kandidatur. Nach dem Ende seiner Zeit im US-Repräsentantenhaus ließ sich Francis Preston in Abingdon nieder, wo er als Anwalt praktizierte. Während des Britisch-Amerikanischen Kriegs von 1812 war er Oberst einer Freiwilligeneinheit. In den Jahren 1812 bis 1814 gehörte er nochmals dem Abgeordnetenhaus von Virginia an, von 1816 bis 1820 war er Mitglied des Staatssenats.
Francis Preston starb am 26. Mai 1835 in Columbia auf dem Anwesen seines Sohnes William C. Preston (1794–1860), der zu diesem Zeitpunkt den Staat South Carolina im US-Senat vertrat. Seine Neffen William B. Preston (1805–1862) und William Preston (1816–1887) wurden jeweils Kongressabgeordnete.